# IC 734
IC 734 ist ein interagierendes Galaxienpaar im Sternbild Becher südlich des Himmelsäquators. Das Objekt wurde am 13. Mai 1893 vom französischen Astronomen Stéphane Javelle entdeckt.